# Quinatzin
Quinatzin (nombre completo: Quinatzin Tlaltecatzin) (kinat͡sin t͡ɬaltekat͜sin), fue un gobernante del antiguo señorío de Tetzcoco, una ciudad-estado de la región Acolhua en el centro de México. Es considerado el primer gobernante de esta ciudad, sin embargo, el linaje proviene desde el caudillo Xolotl, quien es sucedido a su muerte por su hijo Nopaltzin, este a su vez por Tlotzin, Quinatzin es hijo de este último, por lo tanto, es el cuarto gobernante que posee el título de Chichimecateuctli, "Señor de los chichimecas". Mientras sus ancestros gobernaron desde la ciudad de Tenayocan, él al ser elegido decidió cambiar la sede a Tetzcoco. 

## Familia
El padre de Quinatzin fue Tlotzin Pochotl, siendo su madre una noble mujer de nombre Pachxochitzin.
La esposa de Quinatzin fue una noble de Huexotla, llamada Cuauhcihuatzin, entre ambos procrean a Techotlalatzin su sucesor. Su nieto será Ixtlilxóchitl I.

## Consolidación y auge
Poco antes de morir Tlotzin, en 1270 se desatan conflictos internos en el Acolhuacan, en donde la capital –Coatlichan– es reclamada por Yacanex, señor de Tepetlaoztoc, pretendiendo usurpárselo a Huetzin, legítimo heredero. Con el ascenso de Quinatzin en 1272 el conflicto llega a su clímax; Yacanex forma alianza con los señoríos otomíanos de Metztitlan, Tototepec y Tepepolco (gobernados por Ocotoch, Coacuech y Zacatitechcochi respectivamente), mientras tanto Huetzin es apoyado por sus tíos, Quinatzin y Nopaltzin, además interviene un contingente guiado por el hijo del tlatoani de Cuahuacan, de nombre Tochinteuctli (no se confunda con el otro tío de Huetzin).
La batalla final se daría en cuatro frentes distintos: en Chiucnauhtlan (Chiconauhtla) defendido por Yacanex y atacado por Tochinteuctli quien mata al instigador de la revuelta; en Patlachiuhcan (Pachuca) se atrinchera Coacuech y Huetzin rompe el cerco alcanzando la victoria; en Zoltepec se fortificó Ocotoch pero fue capturado y muerto por Nopaltzin quien emocionado persiguió al reducto de enemigos casi hasta Tolantzinco, cayendo en una emboscada sin poder salir con vida de ella; y en Cuaximalco lugar muy cercano a Tepepolco, fue arrasado por Quinatzin.
Con el triunfo Quinatzin aprovecha la oportunidad, y decide cambiar la capital a la orilla oriente, sobre un poblado ya existente de nombre Catlenihco, donde residía desde antes del conflicto, a la vez, designa a esta ciudad –llamada a partir de entonces Tetzcoco– como la capital y sucesora en la Triple Alianza, hecho aceptado por las otras dos sedes, Azcapotzalco y Colhuacan. En Tenayocan queda como señor Tenancacaltzin, que era medio hermano de Tlotzin. Por su valor y desempeño Tochinteuctli es declarado tlatoani del poblado de Huexotla, iniciando un nuevo linaje, Tochinteuctli estaba casado con la princesa Tomiyauh con la que había engendrado cinco hijos: Yaotl, Quiauhtzin, Matzicoltzin, Nenetzin (que se casa con Acolmiztli, hijo de Huetzin), Cuauhcihuatzin (que se casa con Quinatzin).
De este matrimonio de Quinatzin nacieron, Tochpilli, Matzicoltzin, Memexoltzin, Chicomacatzin y el último de ellos Techotlalatzin en 1323.